# Alfons Gabriel
Alfons Gabriel (* 4. Februar 1894 in Beraun; † 28. Mai 1976 [oder 1974 oder 1975] in Wien) war ein österreichischer Tropenmediziner und Forschungsreisender.

## Leben
Gabriel studierte Medizin an den Universitäten Groningen und Wien und promovierte 1920. Er besuchte die Tropenschule in Batavia auf Java und war von 1922 bis 1932 als Arzt in Westindien (auf Curaçao und Bonaire), auf dem malaiischen Archipel und in der Republik China tätig.
In drei Expeditionen in den Jahren 1927/28, 1933 und 1937 erforschte Gabriel mit seiner Ehefrau Agnes die Wüsten des Iran und Afghanistans (Lut und Kawir). Dabei durchquerten die beiden als erste Europäer die Wüste Lut. Er verfasste vielbeachtete Werke darüber, das bekannteste, Durch Persiens Wüsten (1935), wurde sogar ins Persische übersetzt.
Ab 1934 war Gabriel als Landarzt in mehreren Gemeinden Österreichs tätig. Von 1945 bis 1959 war er Honorardozent und später Professor für Tropenhygiene an der Hochschule für Welthandel. Daneben arbeitete er weiter als Arzt in Leobendorf und nahm an Entwicklungsprojekten, v. a. auf Bonaire, teil.
In Leobendorf wurde die Dr.-Alfons-Gabriel-Gasse ⊙ nach ihm benannt.

## Schriften
- Im weltfernen Orient. Ein Reisebericht. R. Oldenbourg, München/Berlin 1929.
- mit Agnes Gabriel-Kummer: Durch Persiens Wüsten. Neue Wanderungen in den Trockenräumen Innerirans. Strecker & Schröder, Stuttgart 1935.
- Tschogogo. Aus dem Leben der Flamingos. Strecker und Schröder, Stuttgart 1938.
- mit Agnes Gabriel-Kummer: Aus den Einsamkeiten Irans. 3. Forschungsfahrt durch die Wüste Lut und Persisch-Baločistan mit einer Reise durch Süd-Afghanistan. Strecker & Schröder, Stuttgart 1939.
- Weites, wildes Iran. 3 Jahre Forschungsfahrten in Wüsten und Steppen. Strecker & Schröder, Stuttgart 1940.
- Fremde Meere, Dschungeln und Wüsten. Aus den Tagebüchern eines Arztes und Forschungsreisenden. Universum, Wien 1948.
- Die Erforschung Persiens. Die Entwicklung der abendländischen Kenntnis der Geographie Persiens. Holzhausen, Wien 1952.
- Das Bild der Wüste. Holzhausen, Wien 1958.
- Die Wüsten der Erde und ihre Erforschung. Springer, Berlin/Göttingen/Heidelberg 1961; Nachdruck: Springer, Berlin/Heidelberg/New York 1978, ISBN 3-540-02765-3.
- Marco Polo in Persien. Typographische Anstalt, Wien 1963.
- Vergessene Persienreisende. Notring, Wien 1969.
- (Bearbeiter) Grausame Paradiese. Die grossen Wüsten. Fotografien von Folco Quilici. Österreichischer Bundesverlag, Wien / Schreiber, Esslingen / Union, Stuttgart 1969.
- Religionsgeographie von Persien. Hollinek, Wien 1971.
- Die religiöse Welt des Iran. Entstehung und Schicksal von Glaubensformen auf persischem Boden. Böhlau, Wien/Köln/Graz 1974, ISBN 3-205-07113-1.

## Film
- Iran. Aufbruch in den unbekannten Orient. Dokumentarfilm und szenische Dokumentation, Iran, Österreich, 2003, 43:20 Min., Buch: Peter Thomsen, Regie: Wolfgang Thaler, Produktion: Wega Film Wien, ORF, Medienservice bm:wk, DEGA-Film Teheran, Film-Daten von Wega Film und Film-Informationen von phoenix.